# Aurensan, Hautes-Pyrénées
Aurensan là một xã thuộc tỉnh Hautes-Pyrénées trong vùng Occitanie tây nam nước Pháp. Khu vực này có độ cao trung bình 260 mét trên mực nước biển.